# Lorena Xtravaganza
Lorena Escalera (14 de octubre de 1986 – 12 de mayo de 2012), conocida profesionalmente como Lorena Xtravaganza, fue una artista transgénero puertorriqueña conocida por sus imitaciones de Beyoncé y Jennifer Lopez. Recibió el apellido Xtravaganza por ser miembro de un célebre grupo llamado The House of Xtravaganza.
Escalera saltó a la fama póstumamente tras su asesinato en 2012. Fue encontrada inconsciente y sin respuesta en su apartamento de Bushwick. El apartamento de Escalera fue incendiado tras haber sido estrangulada y sofocada.

## Biografía
Lorena Escalera nació en Puerto Rico y se trasladó a Nueva York cuando cumplió dieciocho años. Escalera había estado trabajando como maquilladora en Puerto Rico, pero quiso venir a Nueva York para ampliar su carrera como artista y modelo. Una vez allí, Escalera se unió a la famosa casa de espectáculos The House of Xtravaganza, que apareció en el popular documental de 1990 Paris is Burning. Comenzó a desfilar en bailes y a competir por premios como Xtravaganza, y sus fans le dieron el nombre de La'reina Xtravaganza. Xtravaganza también hizo carrera como modelo, aunque las razones son desconocidas.

## Muerte
El 11 de mayo de 2012, Escalera llevó a dos hombres a su apartamento, en el 43 Furman Avenue, en Bushwick, según los informes policiales. Alrededor de las 4 a.m., se produjo un incendio en el apartamento. Un transeúnte entró corriendo en el edificio de cuatro plantas y empezó a aporrear las puertas, según un vecino. En el caos que siguió, todo el mundo, excepto Escalera, pareció salir del edificio. Llegaron los bomberos, así como agentes de la comisaría 83. Cuando se extinguieron las llamas, a las 4:37 a.m., Escalera fue descubierta "inconsciente y sin respuesta" y los paramédicos la declararon muerta en el lugar de los hechos. Un portavoz del cuerpo de bomberos dijo que los bomberos, utilizando un equipo de imágenes térmicas, encontraron el cuerpo sobre una cama.
Aunque el incendio se ha considerado sospechoso, los investigadores no han encontrado indicios de acelerante. La policía seguía a la espera de que los bomberos determinaran la causa. Los compañeros de piso de Escalera dijeron que, cuando se hicieron obras en la instalación eléctrica, se hicieron agujeros alrededor de los enchufes y se rellenaron con cartón. Se desconocía el paradero de los dos visitantes, aunque un vecino dijo que un transeúnte le había informado de que dos hombres estaban discutiendo frente al edificio en el momento del incendio.

## Cobertura mediática
El artículo de The New York Times que cubría la muerte de Escalera fue criticado por GLAAD por "explotación trans".